# Ciclul solar 5

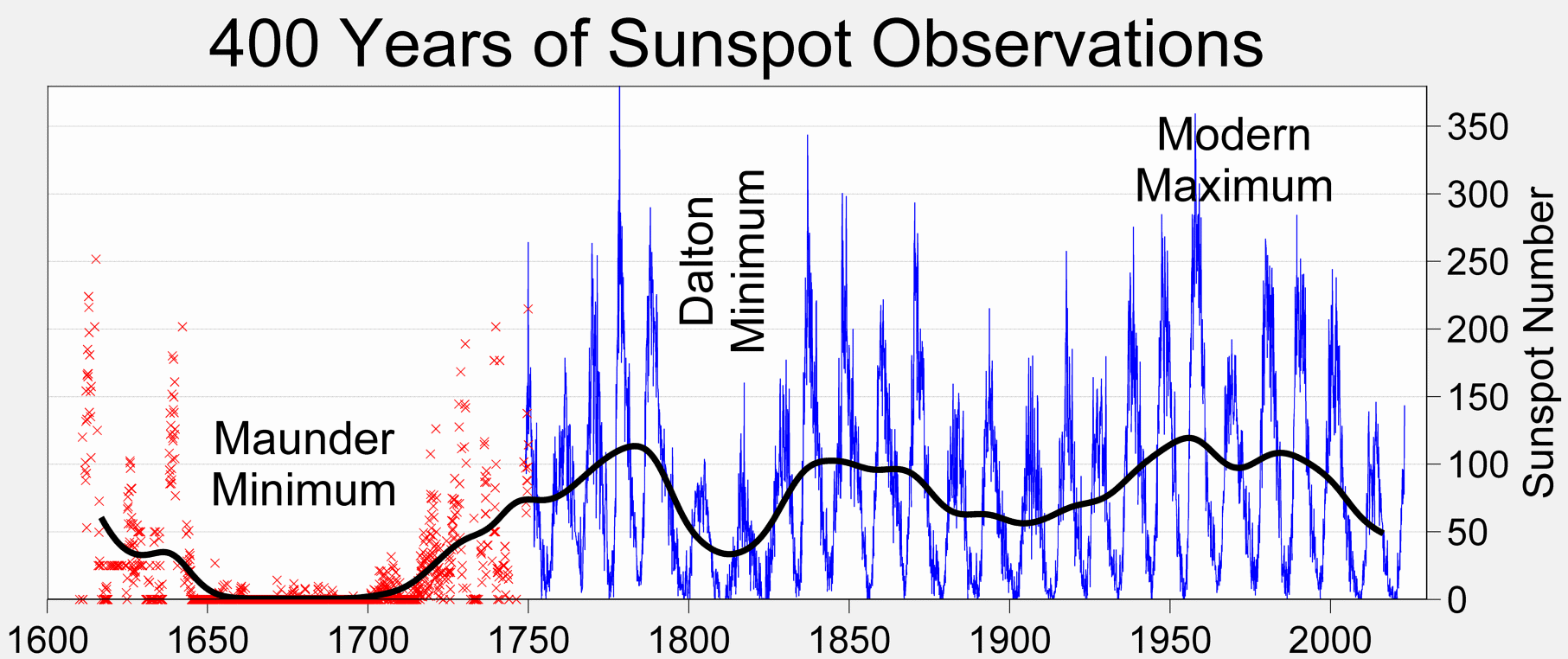
Minimul lui Dalton în istoria de 400 de ani a urmăririi activității petelor solare, arătând vârfurile scăzute pentru ciclurile solare 5 și 6.

Ciclul solar 5 a fost cel de-al cincilea ciclu solar din 1755, când a început înregistrarea extensivă a activității petelor solare. Ciclul solar a durat 12,3 ani, începând în aprilie 1798 și încheindu-se în august 1810 (încadrându-se astfel în Minimul lui Dalton). Numărul maxim netezit de pete solare observat în timpul ciclului solar a fost de 82,0, în februarie 1805 (al doilea cel mai mic din toate ciclurile de până acum, după ciclul solar 6, ca urmare a faptului că a făcut parte din Minimul lui Dalton), iar minimul de început a fost de 5,3.